# Jeaniene Frost

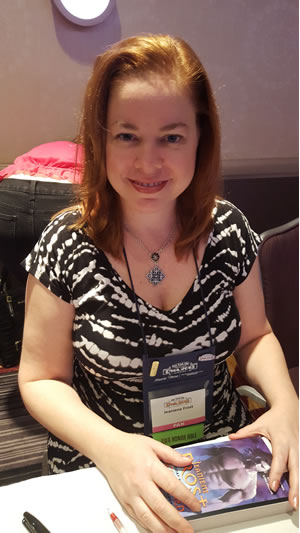
Jeaniene Frost, 2015

Jeaniene Frost (* 13. Juni 1974) ist Autorin für Fantasy-Romane, bekannt für ihre Night-Huntress-Serie. Sie lebt in Florida.

## Romane

### Serie Cat und Bones/The Night Huntress
Es sind sieben Bücher der Night Huntress Serie erschienen, Frost hatte ursprünglich einen Vertrag über neun Bücher abgeschlossen. Mit der Fertigstellung des siebten Buch teilte sie mit, dass dies das letzte der Reihe sei.
1. Blutrote Küsse. 2008, ISBN 978-3-442-26605-0. (Original: Halfway to the Grave. 2007, ISBN 978-0-06-124508-4.)
2. Kuss der Nacht. 2009, ISBN 978-3-442-26623-4. (Original: One Foot in the Grave. 2008, ISBN 978-0-06-124509-1.)
3. Gefährtin der Dämmerung. 2010, ISBN 978-3-442-37381-9. (Original: At Grave’s End. 2008, ISBN 978-0-06-158307-0.)
4. Der sanfte Hauch der Finsternis. 2010, ISBN 978-3-442-37554-7. (Original: Destined for an Early Grave. 2009, ISBN 978-0-06-158321-6.)
5. Dunkle Sehnsucht. 2011, ISBN 978-3-442-37745-9. (Original: This Side of the Grave. 2011, ISBN 978-0-06-178318-0.)
6. Verlockung der Nacht. 2012, ISBN 978-3-442-37916-3. (Original: One Grave at a Time. 2011, ISBN 978-0-06-178319-7.)
7. Betörende Dunkelheit. 2014, ISBN 978-3-442-38378-8. (Original: Up from the Grave. 2014, ISBN 978-0-06-207611-3.)

### Serie The Night Huntress World
Die Night-Huntress-World-Serie umfasst eigenständige Bücher, sie verlaufen aber parallel zu Cat und Bones’ Geschichte. In jedem Buch wird ein Nebencharakter aus der Night-Huntress-Welt näher vorgestellt und erzählt seine eigene Geschichte.
1. Nachtjägerin. 2010, ISBN 978-3-7645-3067-9. (Original: First Drop of Crimson. 2010, ISBN 978-0-06-124508-4.)
2. Rubinroter Schatten. 2011, ISBN 978-3-7645-3087-7. (Original: Eternal Kiss of Darkness. 2010, ISBN 978-0-06-178316-6.)

### Serie The Night Prince
Die Night-Prince-Serie beschäftigt sich mit der Liebesgeschichte von Leila Dalton und dem Vampir Vlad Tepesch und spielt ebenfalls im Night-Huntress-Universum.
1. Dunkle Flammen der Leidenschaft. 2013, ISBN 978-3-7645-3101-0. (Original: Once Burned. 2012, ISBN 978-0-06-178320-3.)
2. Im Feuer der Begierde. 2013, ISBN 978-3-7645-3120-1. (Original: Twice Tempted. 2013, ISBN 978-0-06-207610-6)
3. Im Bann der Sehnsucht. 2016, ISBN 978-3-7645-3164-5. (Original: Bound By Flames. 2015, ISBN 978-0-06-207608-3)
4. Der Fluch des Verlangens. 2018, ISBN 978-3-7645-3213-0. (Original: Into The Fire. 2017, ISBN 978-0-06-246586-3)

### Serie Night Rebel
Die Night-Rebel-Serie beschäftigt sich mit der Liebesgeschichte zwischen dem Meistervampir Ian und der vampirischen Gesetzeshüterin Verita. Sie spielt ebenfalls im Night-Huntress-Universum.
1. Kuss der Dunkelheit. 2021, ISBN 978-3-7341-6259-6. (Original: Shades of Wicked . 2018, ISBN 978-0-06-286876-3)
2. Biss der Leidenschaft. 2021, ISBN 978-3-7341-6260-2. (Original: Wicked Bite. 2020, ISBN 978-0-06-291308-1)
3. Gelübde der Finsternis. 2021, ISBN 978-3-7341-6261-9. (Original: Wicked All Night 2021, ISBN 978-0-06-269566-6)

### Serie Broken Destiny
1. Dämonenasche. MIRA Taschenbuch, Hamburg 2015, ISBN 978-3-95649-215-0. (Original: The Beautiful Ashes. 2014, ISBN 978-0-373-78501-8)
2. Dämonenrache. MIRA Taschenbuch, Hamburg 2017, ISBN 978-3-95649-597-7. (Original: The Sweetest Burn. 2016, ISBN 978-0-373-78941-2)
3. Dämonenglut. MIRA Taschenbuch, Hamburg 2018, ISBN 978-3-95649-759-9. (Original: The Brightest Embers. 2017, ISBN 978-0-373-78942-9)

### Kurzgeschichten
- Tod auf Urlaub. 2012, ISBN 978-3-423-21363-9. (Death’s Excellent Vacation.)
- Verführerisches Zwielicht, 2012. Drei Cat and Bones-Romane. ISBN 978-3-442-38080-0 (Original: A Bite Before Christmas)

## Anthologien (englisch)
- Weddings from Hell. 2008, ISBN 978-0-06-147268-8.
- Four Dukes and a Devil. 2009, ISBN 978-0-06-178736-2.
- Unbound. 2009, ISBN 978-0-06-169993-1.
- The Mammoth Book of Paranormal Romance. 2009, ISBN 978-0-06-169993-1.
- Haunted by Your Touch. 2010.
- The Bite Before Christmas. 2011.